# Jakub Vadlejch
Jakub Vadlejch (Praga, Checoslovaquia, 10 de octubre de 1990) es un deportista checo que compite en atletismo, especialista en la prueba de lanzamiento de jabalina.
Participó en tres Juegos Olímpicos de Verano, entre los años 2012 y 2020, obteniendo una medalla de plata en Tokio 2020, en su especialidad.
Ganó tres medallas en el Campeonato Mundial de Atletismo entre los años 2017 y 2023, y dos medallas en el Campeonato Europeo de Atletismo, en los años 2022 y 2024.

## Palmarés internacional
| Juegos Olímpicos   | Juegos Olímpicos        | Juegos Olímpicos  | Juegos Olímpicos |
| Año                | Lugar                   | Medalla           | Prueba           |
| ------------------ | ----------------------- | ----------------- | ---------------- |
| 2020               | Tokio (Japón)           | Medalla de plata  | Jabalina         |
| Campeonato Mundial |                         |                   |                  |
| Año                | Lugar                   | Medalla           | Prueba           |
| 2017               | Londres (Reino Unido)   | Medalla de plata  | Jabalina         |
| 2022               | Eugene (Estados Unidos) | Medalla de bronce | Jabalina         |
| 2023               | Budapest (Hungría)      | Medalla de bronce | Jabalina         |
| Campeonato Europeo |                         |                   |                  |
| Año                | Lugar                   | Medalla           | Prueba           |
| 2022               | Múnich (Alemania)       | Medalla de plata  | Jabalina         |
| 2024               | Roma (Italia)           | Medalla de oro    | Jabalina         |